# دهستان باوله
دهستان باوله نام دهستانی در بخش مرکزی شهرستان سنقر، استان کرمانشاه در ایران است. براساس سرشماری مرکز آمار ایران در سال ۱۳۸۵، جمعیت آن ۹۳۶۴ نفر (۲۰۲۲ خانوار) بوده‌است.